# José Police Neto
José Police Neto (São Paulo, 29 de setembro de 1972) é um pesquisador social e político brasileiro filiado ao Partido Social Democrático (PSD). Exerceu o cargo de vereador da cidade de São Paulo por quatro mandatos consecutivos. Em 2011 foi eleito o Presidente da Câmara Municipal de São Paulo, reeleito em 2012. Atualmente é Subsecretário de Desenvolvimento Urbano e Metropolitano de São Paulo.

## Trajetória política
Começou a sua carreira no ambiente público aos 21 anos, trabalhando na Assembleia Legislativa de São Paulo como assessor parlamentar e chefe de gabinete. Coordenou a campanha de Mário Covas e Geraldo Alckmin ao Governo do estado de São Paulo. Foi presidente do Diretório Municipal do PSDB na capital paulista de 2000 a 2002, partido ao qual esteve filiado por mais de 20 anos.

### Câmara Municipal de São Paulo

#### Vereador (2005-2020)
Assumiu o cargo de vereador pela primeira vez em 2005. Licenciou-se da função em 2006, quando foi Secretário Municipal de Participação e Parceria. Retornou à Câmara em 2007 e foi Líder do Governo Gilberto Kassab até 2010, atuando pela aprovação de projetos fundamentais para a cidade de São Paulo.
Em 2008, foi apontado como o melhor vereador da Câmara Municipal de São Paulo pela ONG Voto Consciente e pela Revista VEJA São Paulo. Foi reeleito no mesmo ano com 54.726 votos. Ao longo de 2009 e no primeiro semestre de 2010, foi relator da revisão do Plano Diretor Estratégico. Filiou-se ao PSD em 2011 e, no ano seguinte, foi escolhido novamente o melhor vereador da cidade pela ONG Voto Consciente.
Foi eleito presidente da Câmara Municipal de São Paulo em 2011 com 30 votos contra o vereador Milton Leite (DEM), que teve 25 votos. Em 2012 foi reeleito ao cargo. Teve como um dos destaques de sua gestão a redução dos gastos da Câmara e o aumento da transparência da casa para a população. Police também tem uma intensa história de luta a favor da mobilidade urbana, além de não ter o carro oficial da Câmara, é um dos políticos que usam a bandeira do ciclismo. É autor do projeto de lei que cria o Estatuto do Pedestre na cidade de São Paulo, visando uma verdadeira rede de mobilidade a pé para a cidade.
Em 2017 foi o responsável pelo projeto de lei 1/2017, na Câmara municipal de São Paulo. O Projeto propõe a organização da Política Municipal de Prevenção da Corrupção. Uma tentativa de ir além da punição dos corruptos, procurando vacinar o sistema contra as possibilidades de ser corrompido, isso com o auxilio das ferramentas tecnológicas a disposição.
Com participação intensa na área de mobilidade, Police foi a cara da luta a favor da regulamentação do Uber e outros aplicativos de transporte individual na cidade de São Paulo. Em 2013, na época que o debate sobre os aplicativos era mais intenso, Police foi o único vereador da Câmara de São Paulo a votar contra o projeto que proibia o uso dos aplicativos.

### Prefeitura de Santo André

#### Superintendente da Unidade de Planejamento e Assuntos Estratégicos (2021)
Em janeiro de 2021 foi nomeado pelo então prefeito reeleito de Santo André, Paulo Serra (PSDB) para assumir a função de Superintendente da Unidade de Planejamento e Assuntos Estratégicos, cargo que possuía as mesmas características de um Secretário Municipal. Durante sua passagem pelo cargo foi responsável por auxiliar o prefeito Paulo Serra quanto a planejamentos da administração pública bem como em assuntos relacionados à estratégias de políticas públicas.

#### Superintendente da Unidade de Comunicação e Eventos (2021)
No mês de junho de 2021 além do cargo que já exercia na pasta de Planejamento e Assuntos Estratégicos acumulou a Superintendência da Unidade de Comunicação e Eventos do governo, cargo que deixou em agosto do mesmo ano, durante o tempo em que respondeu pelo cargo foi responsável pelas estratégias de comunicação da gestão Paulo Serra bem como pela organização dos cerimoniais organizados pelo poder público, como cerimônias de entrega e inauguração.

#### Secretário Municipal de Saúde (2022)
Em 1.º de abril de 2022 assumiu a Secretaria Municipal de Saúde de Santo André, em substituição ao seu correligionário Márcio Chaves Pires que deixou o cargo para concorrer ao cargo de Deputado Estadual naquele mesmo ano, durante a passagem pelo cargo foi responsável por executar políticas públicas voltadas a saúde dos munícipes andreenses num período pós-pandemia, como a realização de mutirões de exame além de entregas de novas unidades de saúde no novo padrão instituído por Paulo Serra, denominado QualiSaúde.
Deixou o cargo em 30 de dezembro de 2022 sendo substituído por Gilvan Junior (NOVO). 

#### Superintendente da Unidade de Projetos Especiais (2022-2023)
No dia 30 de dezembro de 2022, mesmo dia em que deixou o cargo de Secretário Municipal de Saúde assumiu a Superintendência da Unidade de Projetos Especiais, pasta ligada diretamente ao gabinete do prefeito Paulo Serra, onde permaneceu até fevereiro de 2023 quando deixou oficialmente a prefeitura de Santo André.

### Governo do Estado de São Paulo

#### Subsecretário de Desenvolvimento Urbano e Metropolitano (2023-Atualidade)
No dia 3 de fevereiro de 2023 foi nomeado Subsecretário de Desenvolvimento Urbano e Metropolitano do Estado de São Paulo pelo governador Tarcísio de Freitas (REP), Police fora indicado ao cargo pelo secretário estadual de Governo Gilberto Kassab, seu correligionário, a quem ele sempre foi ligado politicamente.

## Projetos de lei

### Combate à corrupção
Com os recentes movimentos de combate à corrupção, como por exemplo, o projeto de lei da Ficha Limpa, que nasceu por iniciativa popular. Police levou para a Câmara Municipal de São Paulo o projeto 1/2017 que se propõe a organizar a Política Municipal de Prevenção à Corrupção. O diferencial da lei vai para a tentativa de ir além da punição do corrupto, segundo Police, é necessário vacinar o sistema de ações corruptas e dar ferramentas ao poder público e a sociedade civil para prevenir ou detectar a corrupção antes que ela aconteça. O projeto passou pela primeira votação na Câmara e aguarda a segunda e última votação para ser aprovado.   

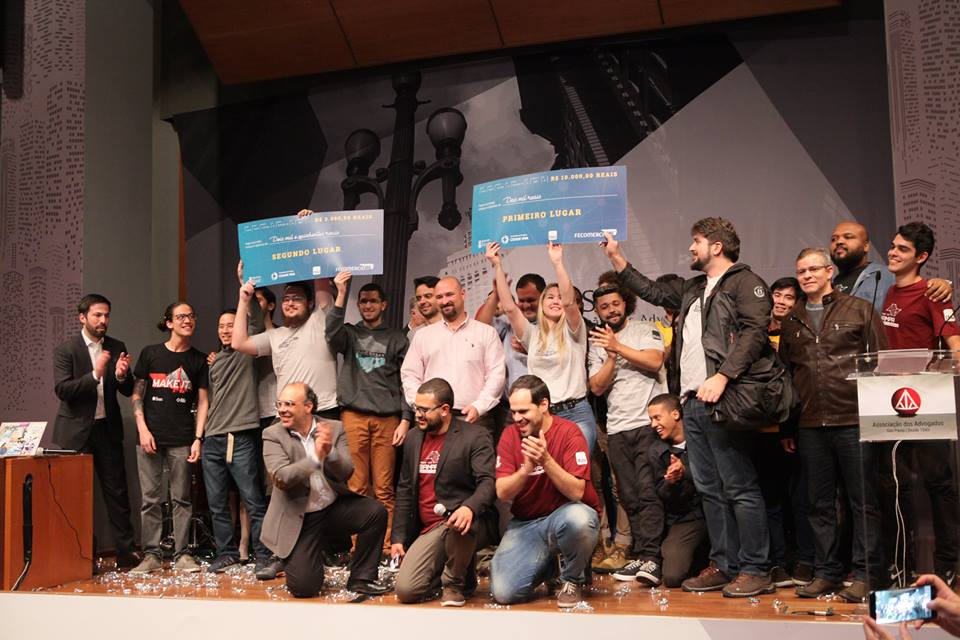
Premiação da maratona hacker em combate à corrupção, o Hack In Sampa

#### Hackathons
Uma das maneiras de tornar o projeto de lei de combate à corrupção funcional é fundindo-o com a tecnologia. Criar ferramentas que detectem desvios de dinheiro, obras superfaturadas e outros usos indevidos do dinheiro público, se tornam mais fáceis com o uso de softwares e inteligência artificial, e foi isso que Police realizou com algumas maratonas de hacking (hackathon) durante o ano de 2017. 
A primeira maratona foi o Hack In Sampa, o evento reuniu cerca de 50 hackers na Câmara Municipal de São Paulo para desenvolver ferramentas e soluções tecnológicas com o objetivo de ajudar a fiscalizar os gastos públicos e coibir atos de corrupção. Na final somente 3 equipes foram classificadas, o segundo colocado desenvolveu uma ferramenta que compara os valores de serviços, identificando superfaturamento em obras públicas. O grande vencedor da maratona foi a equipe que desenvolveu o site "Extrato Público", uma ferramenta que mostra de maneira intuitiva o gasto de cada vereador paulistano.
Após o sucesso da primeira edição, Police seguiu com diversos eventos similares, inclusive uma versões do Hack In Sampa em Campinas e Santos.

### Bike SP
O Bike SP é um projeto de lei que visa incentivar o uso da bicicleta como meio de transporte mais integrado ao sistema de transporte coletivo da cidade. A lei prevê a transferência de incentivos para quem usar a bicicleta no lugar de ônibus ou carros para ir ao trabalho ou local de estudo, contribuindo para melhorar o trânsito e o meio ambiente.

### Locação Social
A locação social é utilizada em grande parte do mundo como programa destinado a garantir moradia para famílias de baixa renda. O projeto visa construir unidades habitacionais e revitalizar imóveis antigos para após isso subsidiar a estadia de famílias que necessitam de um lugar digno para morar. O diferencial desse projeto de lei com outros modelos de aluguel social é que existe o entendimento da necessidade de construir as moradias em locais comercialmente ativos e gerar o interesse do agente privado, para preservar ao máximo o dinheiro público.

### Regularização Fundiária
O projeto de lei 318/2010 estabelece o direito social à moradia nos assentamentos irregulares que serão regularizados dentro de um conjunto de medidas jurídicas, urbanísticas, ambientais e sociais. As propriedades urbanas terão de receber condições de pleno desenvolvimento de suas funções sociais, além do direito ao meio ambiente ecologicamente equilibrado.

### Parque Minhocão
O projeto de lei do Parque Minhocão visa transformar o Elevado Presidente João Goulart em um parque. Entre as diversas medidas do projeto, está a alteração do horário de fechamento do Minhocão para os carros em dias de semana, dando mais tempo para o uso do espaço como um local de lazer. Também se estendeu a o horário do parque para sábado, garantindo a disponibilidade no final de semana.

## A polêmica do Uber
Com a chegada dos aplicativos de transporte no Brasil, surgiu um embate muito forte entre taxistas e os motoristas de aplicativos, gerando até agressões em certos momentos. As empresas de aplicativo de transporte defendiam que o serviço ajudava a conectar as pessoas com a cidade de maneira acessível e com um serviço de melhor qualidade, já os taxistas alegavam que o serviço era ilegal. Em meados de 2015 a pressão para proibir o uso dos aplicativos era grande e já havia chegado na Câmara Municipal de São Paulo. Na votação do projeto de lei que visava proibir os aplicativos, Police Neto foi o único parlamentar a votar contra. "Na primeira votação fui voz dissonante dos demais parlamentares. Isso porque já conhecia o uso dos aplicativos de transporte e a revolução que eles estavam promovendo ao mundo." Diz o vereador sobre o seu voto a favor dos aplicativos. 
Após a lei de proibição ser protocolada na Câmara, Police criou o projeto de lei 421/2015 que previa a regulamentação dos aplicativos, sendo o condutor dos debates sobre o assunto na Câmara. Devido a grande pressão dos taxistas na época, os vereadores desistiram de votar o projeto na época e o ex-prefeito Fernando Haddad baixou o decreto para regulamentar os aplicativos.  

## Desempenho Eleitoral
| Ano  | Eleição                | Cargo             | Partido                         | Partido | Coligação                                 | Vice | Votos para Police Neto | Votos para Police Neto | Votos para Police Neto | Resultado     | Ref           |
| Ano  | Eleição                | Cargo             | Partido                         | Partido | Coligação                                 | Vice | Total                  | %                      | P.                     | Resultado     | Ref           |
| ---- | ---------------------- | ----------------- | ------------------------------- | ------- | ----------------------------------------- | ---- | ---------------------- | ---------------------- | ---------------------- | ------------- | ------------- |
| 2004 | Municipal de São Paulo | Vereador          |                                 | PSDB    | Partido Isolado                           | —    | 22.548                 | 0,38%                  | 51.º                   | Eleito        | [ 28 ] [ 29 ] |
| 2008 | Municipal de São Paulo | Vereador          | PSDB, PHS                       | PSDB    | 54.726                                    | —    | 0,91%                  | 8.º                    | Eleito                 | [ 29 ]        |               |
| 2012 | Municipal de São Paulo | Vereador          |                                 | PSD     | Avança São Paulo (PSDB, PSD, DEM, PV, PR) | —    | 28.278                 | 0,49%                  | 47.º                   | Eleito        | [ 29 ]        |
| 2014 | Estadual de São Paulo  | Deputado Estadual | PP, PMDB, PSD                   | PSD     | 31.271                                    | —    | 0,15%                  | 152.º                  | Não Eleito             | [ 30 ]        |               |
| 2016 | Municipal de São Paulo | Vereador          | União por São Paulo (PMDB, PSD) | PSD     | 33.537                                    | —    | 0,63%                  | 30.º                   | Eleito                 | [ 29 ]        |               |
| 2020 | Municipal de São Paulo | Vereador          | Partido Isolado                 | PSD     | 21.608                                    | —    | 0,42%                  | 60.º                   | Não Eleito             | [ 31 ] [ 29 ] |               |

| Ano  | Eleição               | Partido  | Partido | Cargo                                       | Votos    | Resultado | Ref   |
| ---- | --------------------- | -------- | ------- | ------------------------------------------- | -------- | --------- | ----- |
| 2011 | Presidência da Câmara |          | PSD     | Presidente da Câmara Municipal de São Paulo | 33 de 55 | Eleito    | [ 2 ] |
| 2012 | Presidência da Câmara | 49 de 55 | PSD     | Presidente da Câmara Municipal de São Paulo | Eleito   | [ 3 ]     |       |